# Croydon (Nuevo Hampshire)
Croydon es un pueblo ubicado en el condado de Sullivan en el estado estadounidense de Nuevo Hampshire. En el Censo de 2010 tenía una población de 764 habitantes y una densidad poblacional de 7,88 personas por km².

## Geografía
Croydon se encuentra ubicado en las coordenadas 43°26′39″N 72°10′42″O / 43.44417, -72.17833. Según la Oficina del Censo de los Estados Unidos, Croydon tiene una superficie total de 97 km², de la cual 95 km² corresponden a tierra firme y (2.06%) 2 km² es agua.

## Demografía
Según el censo de 2010, había 764 personas residiendo en Croydon. La densidad de población era de 7,88 hab./km². De los 764 habitantes, Croydon estaba compuesto por el 95.68% blancos, el 0.52% eran afroamericanos, el 0.65% eran amerindios, el 0.52% eran asiáticos, el 0% eran isleños del Pacífico, el 0.26% eran de otras razas y el 2.36% pertenecían a dos o más razas. Del total de la población el 0.65% eran hispanos o latinos de cualquier raza.